# أوسكار واشنطن
أوسكار واشنطن (بالإنجليزية: Oscar Washington)‏ هو كاتب أغاني أمريكي، ولد في 1912، وتوفي في 2005.